# Theater Neros
Koordinaten: 41° 54′ 6″ N, 12° 27′ 39″ O
Das Theater Neros (lateinisch Theatrum Neronis, italienisch Teatro di Nerone) war ein antiker römischer Theaterbau in der Stadt Rom.
Heute noch bekannt ist das Theater vor allem durch eine Erwähnung bei Plinius dem Älteren. Danach befand sich dieses Privattheater des Kaisers Nero „in den Gärten jenseits des Tibers“. Das Theater wird auch bei Sueton und Tacitus erwähnt, danach habe der Kaiser während der Neronia und der Juvenalia dort gesungen. In der Mitte des 12. Jahrhunderts nennen die Mirabilia Urbis Romae noch ein theatrum Neronis iuxta Castellum Crescentii, also in der Nähe der Engelsburg.
Von 2020 bis 2023 wurden im Garten des Palazzo Della Rovere an der Via della Conciliazione Überreste eines Theaters freigelegt, die mit diesem Theater identifiziert werden.